# La sposa (Giuni Russo)
La sposa è un album della cantautrice italiana Giuni Russo, pubblicato il 24 settembre 1997 in formato CD dall'etichetta discografica Fuego.
Si tratta della ripubblicazione, con un altro titolo, dell'album Se fossi più simpatica sarei meno antipatica.

## Tracce
1. Se fossi più simpatica sarei meno antipatica (Fortunello) - 04:13
2. Niente senza di te - 03:52
3. Il vento folle - 04:15
4. Dio in esilio - 03:39
5. La sua figura - 03:37
6. Strade parallele (Aria siciliana) - 04:15
7. Onde leggere - 03:53
8. Oceano d'amore - 04:48
9. La sposa - 03:20